# Casa de las Artes
La Casa de las Artes (Fundación Laxeiro) es el centro principal de exposiciones temporales programadas por la unidad de cultura del Ayuntamiento de Vigo. También es la sede de la Fundación Laxeiro, del Archivo Pacheco y de la colección Luís Torras. Constituye el principal espacio destinado a albergar exposiciones temporales municipales.

## Historia
El edificio, diseñado en la década de los años treinta, fue inicialmente gestionado por el antiguo Ministerio de Economía y Hacienda, en la calle de Policarpo Sanz 15. Albergó la sede del Banco de España en Vigo desde 1939 hasta mediados de la década de los ochenta, cuando el Ministerio de Economía y Hacienda decidió cerrar todas las sucursales del banco emisor que no estuvieran en capitales de provincia.
El proyecto, firmado por Romualdo de Madariaga en septiembre de 1938, y la intención de su edificación ya partía de antes del Golpe de Estado de 1936. El edificio se caracteriza por su entrada central, que constituye su principal seña de identidad.
La Casa de las Artes es desde 1990 la sede principal de la programación cultural del área de Cultura del Ayuntamiento de Vigo. Cada año, se exponen en sus diversas salas exposiciones de pintura, escultura, fotografía y también de carácter científico, divulgativo, histórico, etnográfico y social. Destaca la exposición sobre Tamara de Lempicka que, por primera vez en España, pudo ser visitada en las salas de este centro, y que fue expuesta en el año 2007.

## El inmueble
En la planta baja del centro se encuentra el Archivo Fotográfico Pacheco, colección compuesta por 140.000 fotografías de Vigo realizadas por Jaime de Sousa Guedes Pacheco y por sus hijos Jaime y Alberto desde el año 1879 hasta 1970.
En la segunda planta se encuentra la Colección Torras formada por 50 cuadros donados y 17 cedidos en régimen de depósito por el artista vigués Luís Torras.

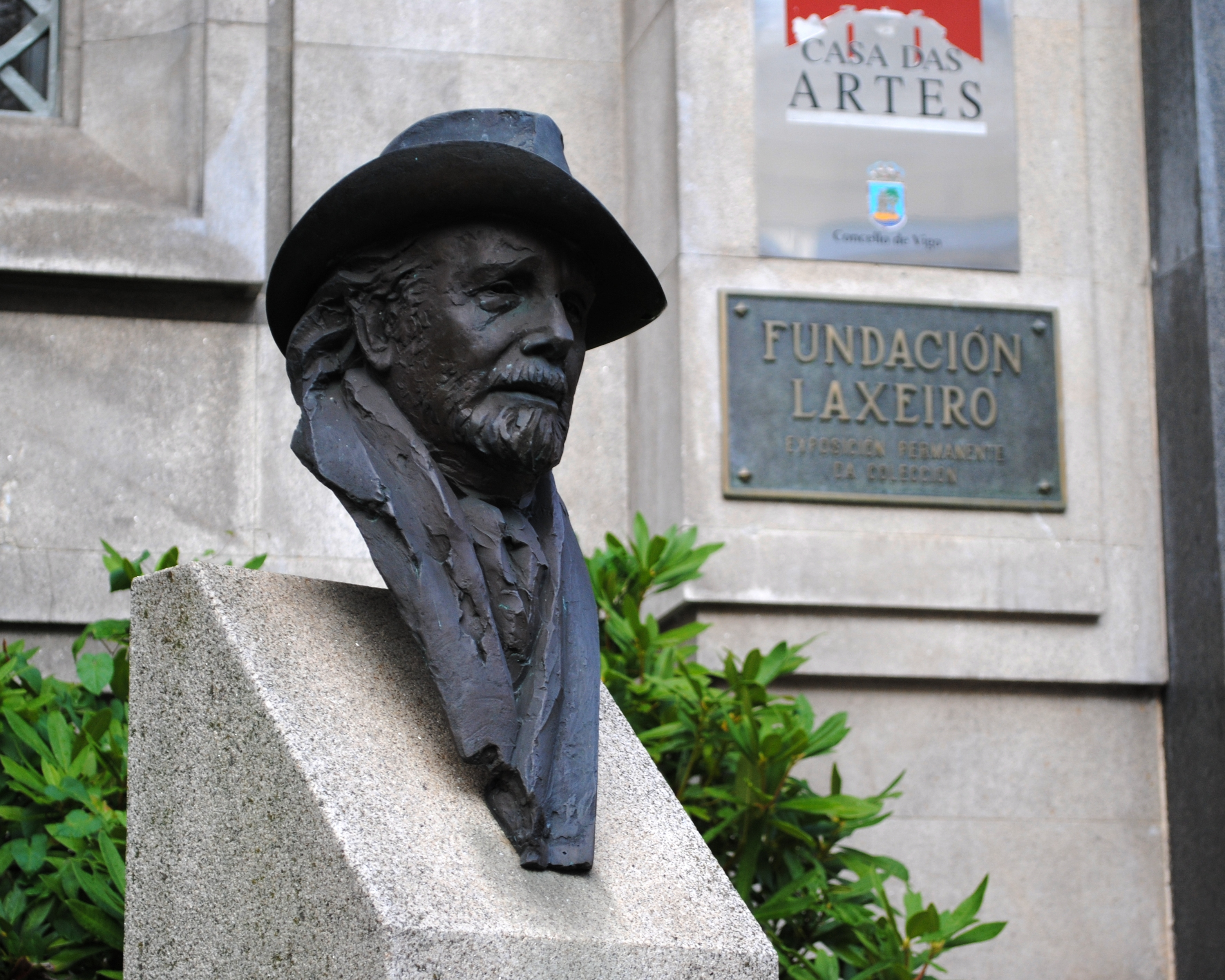
Busto de Laxeiro en la entrada del centro.

En la tercera planta se encuentra la Fundación Laxeiro, donde se puede encontrar la colección del pintor lalinense José Otero Abeledo, conocido como Laxeiro, uno de los más importantes exponentes de las vanguardias históricas gallegas. Además se realizan exposiciones temporales de artistas contemporáneos.